# Aeroportul Ronneby
Aeroportul Ronneby (IATA: RNB, ICAO: ESDF) este un aeroport din Comuna Ronneby, Blekinge län, Suedia ce deservește zona Ronneby. Aeroportul a fost tranzitat în decembrie 2022 de 9.504 pasageri.
Situat la o altitudine de 58 m, aeroportul dispune de 1 pistă. Este operat de Swedavia⁠(d).

## Infrastructură

### Piste
Aeroportul dispune de o singură pistă. Pista are orientarea 01/19.